# Encyclopædie van Nederlandsch West-Indië
Die Encyclopædie van Nederlandsch West-Indië (deutsch Enzyklopädie von Niederländisch-Westindien) ist eine Enzyklopädie in niederländischer Sprache mit Landkarten, die zwischen 1914 und 1917 veröffentlicht wurde.
Redakteure waren die Mitautoren Herman Daniël Benjamins (1850–1933) und Johannes François Snelleman (1852–1938). An der Erstausgabe waren rund 80 weitere Autoren beteiligt, wie zum Beispiel der Botaniker August Adriaan Pulle und der Geologe Herman van Cappelle.
Diese Enzyklopädie beschäftigte sich mit den ehemaligen niederländischen Kolonien in der Niederländischen Karibik und Suriname.
Verlegt wurde das Werk, das in Lieferungen zu je 64 Seiten erschien, in niederländischer Sprache mit einem Umfang von 792 Seiten in Den Haag und Leiden 1914–1917 von Martinus Nijhoff und E. J. Brill.
Spätere Ausgaben, die sich mit diesen Gebieten beschäftigen, sind die Encyclopedie van de Nederlandse Antillen 1969 (2. Auflage 1985) und die Encyclopedie van Suriname 1977.